# Serio (film)
|  | Denne artikel er oprettet af botten Steenthbot ud fra en ekstern database. Den kan derfor have sproglige fejl eller mangler. Denne skabelon kan fjernes efter kontrol af indholdet. |

Serio er en dansk kortfilm fra 2012 instrueret af Hannibal Struckmann.

## Handling
Tobias drømmer om at blive en stor pianist og der er ingen tvivl om hans talent. Dog er hans læremester ikke overbevist.

## Medvirkende
- Aske Kromann, Tobias
- Morten Hembo, Underviser